# Filmfare Awards (2020)
65-я церемония награждения Filmfare Awards состоялась 15 февраля 2020 года. На ней были отмечены лучшие киноработы на хинди, вышедшие в прокат до конца 2019 года. Церемония состоялась 15 февраля 2020 года в Гувахати и транслировалась на телеканале Colors TV на следующий день. Впервые за 60 лет кинопремия проводилась не на территорий Мумбаи. Каран Джохар и Вики Каушал были ведущими вечера.
Фильм Парень из гетто стал обладателем 13 наград, опередив другой по числу Последняя надежда.

## Победители и номинанты

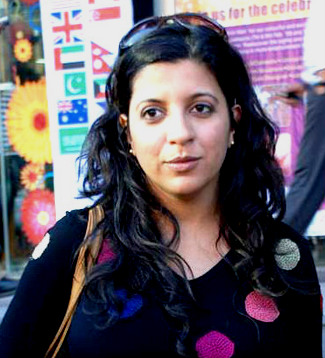
Зоя Ахтар — Лучший режиссёр, фильм Парень из гетто

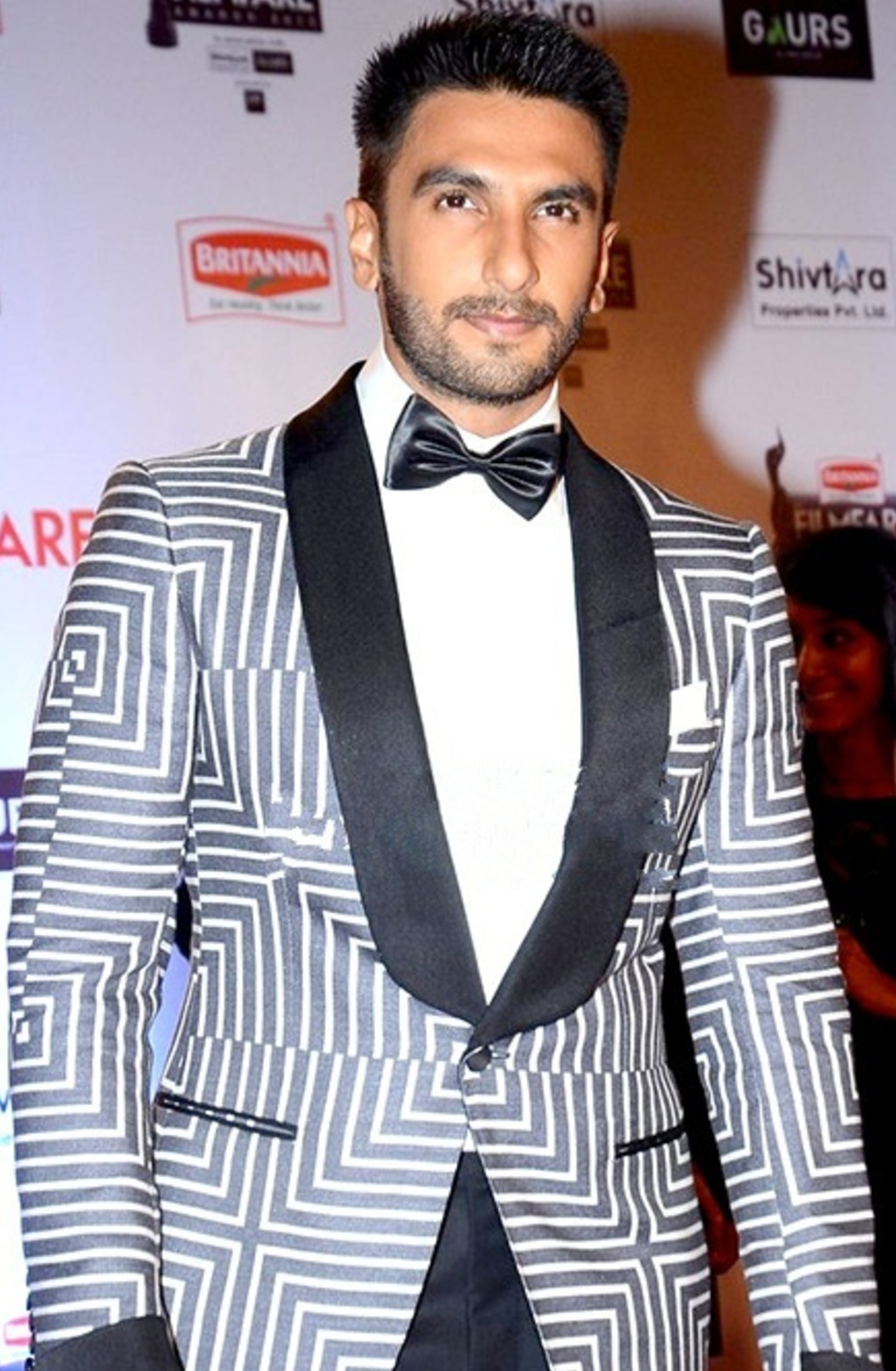
Ранвир Сингх — Лучший актёр, фильм Парень из гетто

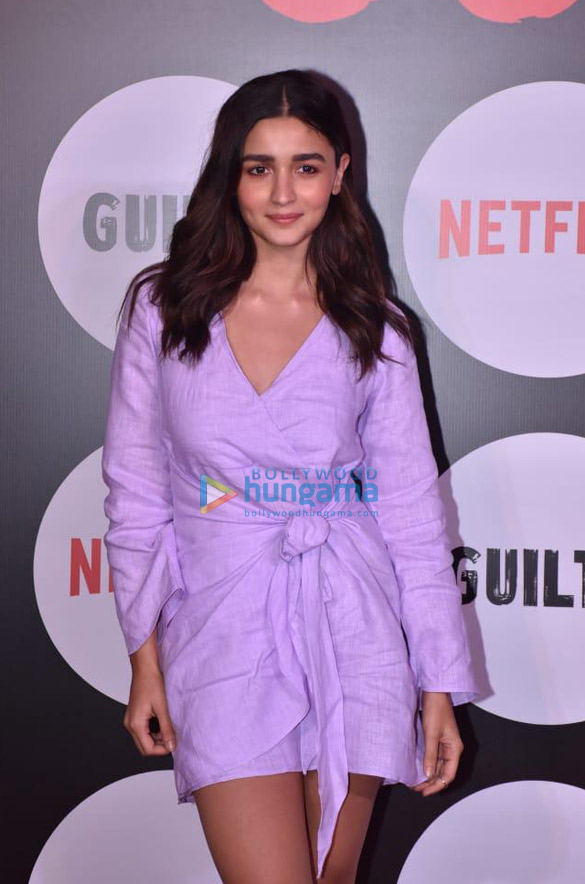
Алиа Бхатт — Лучшая актриса, фильм Парень из гетто

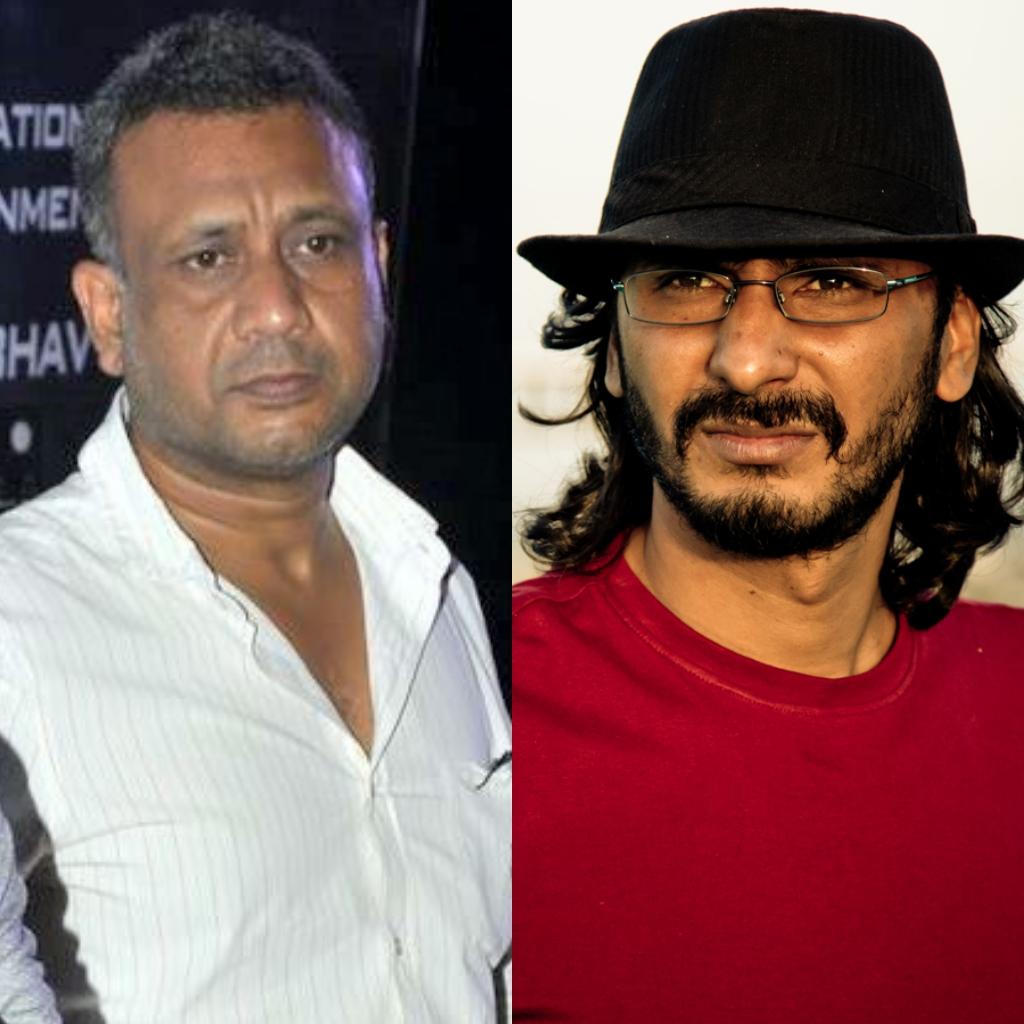
Лучший режиссёр по мнению критиков — Анубхав Синха (Статья 15) и Абхишек Чаубей (Индийская дрофа)

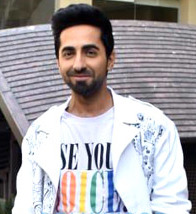
Аюшманн Кхурана — Лучший актёр по мнению критиков, фильм Статья 15

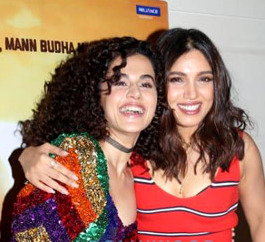
Таапси Панну, Бхуми Педнекар — Лучшая актриса по мнению критиков, фильм В яблочко

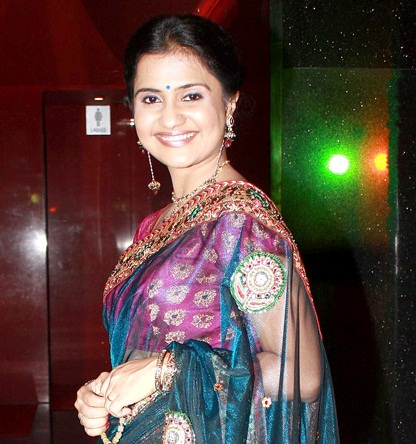
Амрута Субхаш — Лучшая актриса второго плана, фильм Парень из гетто

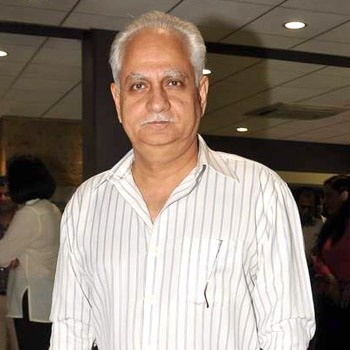
Рамеш Сиппи — Награда за пожизненные достижения

### Популярные награды
| Лучший фильм | Лучший фильм | Лучший фильм | Лучший режиссёр | Лучший режиссёр | Лучший режиссёр |
| --- | --- | --- | --- | --- | --- |
| - Парень из гетто — Excel Entertainment, Tiger Baby Films - Налегке — Nadiadwala Grandson Entertainment - Миссия на Марс — Cape of Good Films, Hope Productions, Fox Star Studios, Aruna Bhatia, Anil Naidu - Ури: Нападение на базу — RSVP Movies - Бой — Yash Raj Films                                                                                               | - Парень из гетто — Excel Entertainment, Tiger Baby Films - Налегке — Nadiadwala Grandson Entertainment - Миссия на Марс — Cape of Good Films, Hope Productions, Fox Star Studios, Aruna Bhatia, Anil Naidu - Ури: Нападение на базу — RSVP Movies - Бой — Yash Raj Films                                                                                               | - Парень из гетто — Excel Entertainment, Tiger Baby Films - Налегке — Nadiadwala Grandson Entertainment - Миссия на Марс — Cape of Good Films, Hope Productions, Fox Star Studios, Aruna Bhatia, Anil Naidu - Ури: Нападение на базу — RSVP Movies - Бой — Yash Raj Films                                                                                               | - Зоя Ахтар — Парень из гетто - Адитья Дхар — Ури: Нападение на базу - Джаган Шакти — Миссия на Марс - Нитеш Тивари — Налегке - Сиддхарт Ананд — Бой | - Зоя Ахтар — Парень из гетто - Адитья Дхар — Ури: Нападение на базу - Джаган Шакти — Миссия на Марс - Нитеш Тивари — Налегке - Сиддхарт Ананд — Бой | - Зоя Ахтар — Парень из гетто - Адитья Дхар — Ури: Нападение на базу - Джаган Шакти — Миссия на Марс - Нитеш Тивари — Налегке - Сиддхарт Ананд — Бой |
| Лучшая мужская роль | Лучшая мужская роль | Лучшая мужская роль | Лучшая женская роль | Лучшая женская роль | Лучшая женская роль |
| - Ранвир Сингх — Парень из гетто, в роли Мурад Ахмед - Акшай Кумар — Битва при Сарагахри, в роли Хавилдар Ишар Сингх - Аюшманн Кхурана — Лысый, в роли Балмукунд «Бала» Шукла - Ритик Рошан — Супер 30, в роли Ананд Кумар - Шахид Капур — Кабир Сингх, в роли Кабир Сингх - Вики Каушал — Ури: Нападение на базу, в роли Майор Вихан Сингх Шергилл                     | - Ранвир Сингх — Парень из гетто, в роли Мурад Ахмед - Акшай Кумар — Битва при Сарагахри, в роли Хавилдар Ишар Сингх - Аюшманн Кхурана — Лысый, в роли Балмукунд «Бала» Шукла - Ритик Рошан — Супер 30, в роли Ананд Кумар - Шахид Капур — Кабир Сингх, в роли Кабир Сингх - Вики Каушал — Ури: Нападение на базу, в роли Майор Вихан Сингх Шергилл                     | - Ранвир Сингх — Парень из гетто, в роли Мурад Ахмед - Акшай Кумар — Битва при Сарагахри, в роли Хавилдар Ишар Сингх - Аюшманн Кхурана — Лысый, в роли Балмукунд «Бала» Шукла - Ритик Рошан — Супер 30, в роли Ананд Кумар - Шахид Капур — Кабир Сингх, в роли Кабир Сингх - Вики Каушал — Ури: Нападение на базу, в роли Майор Вихан Сингх Шергилл                     | - Алиа Бхатт — Парень из гетто, в роли Саферина Фирдауси - Кангана Ранаут — Маникарника: Королева Джханси, в роли Рани Лакшмибай - Карина Капур — Хорошие новозди, в роли Дипти «Дипу» Батра - Приянка Чопра — Небо розового цвета, в роли Адити Чаудхари - Рани Мукхерджи — Отважная 2, в роли Шивани Шиваджи Рой - Видья Балан — Миссия на Марс, в роли Тара Шинде | - Алиа Бхатт — Парень из гетто, в роли Саферина Фирдауси - Кангана Ранаут — Маникарника: Королева Джханси, в роли Рани Лакшмибай - Карина Капур — Хорошие новозди, в роли Дипти «Дипу» Батра - Приянка Чопра — Небо розового цвета, в роли Адити Чаудхари - Рани Мукхерджи — Отважная 2, в роли Шивани Шиваджи Рой - Видья Балан — Миссия на Марс, в роли Тара Шинде | - Алиа Бхатт — Парень из гетто, в роли Саферина Фирдауси - Кангана Ранаут — Маникарника: Королева Джханси, в роли Рани Лакшмибай - Карина Капур — Хорошие новозди, в роли Дипти «Дипу» Батра - Приянка Чопра — Небо розового цвета, в роли Адити Чаудхари - Рани Мукхерджи — Отважная 2, в роли Шивани Шиваджи Рой - Видья Балан — Миссия на Марс, в роли Тара Шинде |
| Лучшая мужская роль второго плана | Лучшая мужская роль второго плана | Лучшая мужская роль второго плана | Лучшая женская роль второго плана | Лучшая женская роль второго плана | Лучшая женская роль второго плана |
| - Сиддхант Чатурведи — Парень из гетто, в роли Шрикант Босл (MC Sher) - Дилджит Досанджх — Хорошие новозди, в роли Хони Батра - Гульшан Девайя — Человек, который не чувствует боль, в роли Каратэ Мани / Джимми - Манодж Пахва — Статья 15, в роли Брахмадатта Сингх - Ранвир Шори — Индийская дрофа, в роли Вакил Сингх - Виджай Варма — Парень из гетто, в роли Моин | - Сиддхант Чатурведи — Парень из гетто, в роли Шрикант Босл (MC Sher) - Дилджит Досанджх — Хорошие новозди, в роли Хони Батра - Гульшан Девайя — Человек, который не чувствует боль, в роли Каратэ Мани / Джимми - Манодж Пахва — Статья 15, в роли Брахмадатта Сингх - Ранвир Шори — Индийская дрофа, в роли Вакил Сингх - Виджай Варма — Парень из гетто, в роли Моин | - Сиддхант Чатурведи — Парень из гетто, в роли Шрикант Босл (MC Sher) - Дилджит Досанджх — Хорошие новозди, в роли Хони Батра - Гульшан Девайя — Человек, который не чувствует боль, в роли Каратэ Мани / Джимми - Манодж Пахва — Статья 15, в роли Брахмадатта Сингх - Ранвир Шори — Индийская дрофа, в роли Вакил Сингх - Виджай Варма — Парень из гетто, в роли Моин | - Амрута Субхаш — Парень из гетто, в роли Разия Ахмед - Амрита Сингх — Месть, в роли Рани Каур - Камини Каушал — Кабир Сингх, в роли Садхна Каур (Дади) - Мадхури Диксит — Порок, в роли Бахаар Бегум - Сима Пахва — Лысый, в роли Анара (Мауси) - Заира Васим — Небо розового цвета, в роли Аиша Чаудхари                                                           | - Амрута Субхаш — Парень из гетто, в роли Разия Ахмед - Амрита Сингх — Месть, в роли Рани Каур - Камини Каушал — Кабир Сингх, в роли Садхна Каур (Дади) - Мадхури Диксит — Порок, в роли Бахаар Бегум - Сима Пахва — Лысый, в роли Анара (Мауси) - Заира Васим — Небо розового цвета, в роли Аиша Чаудхари                                                           | - Амрута Субхаш — Парень из гетто, в роли Разия Ахмед - Амрита Сингх — Месть, в роли Рани Каур - Камини Каушал — Кабир Сингх, в роли Садхна Каур (Дади) - Мадхури Диксит — Порок, в роли Бахаар Бегум - Сима Пахва — Лысый, в роли Анара (Мауси) - Заира Васим — Небо розового цвета, в роли Аиша Чаудхари                                                           |
| Дебютные награды | | | | | |
| Лучшая дебютная мужская роль | Лучшая дебютная мужская роль | Лучшая дебютная женская роль | Лучшая дебютная женская роль | Лучший режиссёрский дебют | Лучший режиссёрский дебют |
| - Абхиманью Дассани — Человек, который не чувствует боль, в роли Сурия Сампат - Мизаан Джафри — Сожаление, в роли Шива Море - Сиддхант Чатурведи — Парень из гетто, в роли Шрикант Бхосле (MC Sher) - Вардхан Пури — Yeh Saali Aashiqui, в роли Сахил Мехра - Вишал Джетха — Отважная 2, в роли Шив «Санни» Прасад Ядав - Захир Икбал — Дневник, в роли Кабир Каул      | - Абхиманью Дассани — Человек, который не чувствует боль, в роли Сурия Сампат - Мизаан Джафри — Сожаление, в роли Шива Море - Сиддхант Чатурведи — Парень из гетто, в роли Шрикант Бхосле (MC Sher) - Вардхан Пури — Yeh Saali Aashiqui, в роли Сахил Мехра - Вишал Джетха — Отважная 2, в роли Шив «Санни» Прасад Ядав - Захир Икбал — Дневник, в роли Кабир Каул      | - Анания Пандей — Студент года 2, в роли Шрейя Рандхава - Пранутан Баль — Дневник, в роли Фирдаус Квадри - Сайе Манджрекар — Бесстрашный 3, в роли Куши - Шармин Сегал — Сожаление, в роли Аста Трипати - Шивалика Оберой — Yeh Saali Aashiqui, в роли Мит Диора - Тара Сутариа — Студент года 2, в роли Мридула «Миа» Чавла                                            | - Анания Пандей — Студент года 2, в роли Шрейя Рандхава - Пранутан Баль — Дневник, в роли Фирдаус Квадри - Сайе Манджрекар — Бесстрашный 3, в роли Куши - Шармин Сегал — Сожаление, в роли Аста Трипати - Шивалика Оберой — Yeh Saali Aashiqui, в роли Мит Диора - Тара Сутариа — Студент года 2, в роли Мридула «Миа» Чавла                                         | - Адитья Дхар — Ури: Нападение на базу - Гопи Путран — Отважная 2 - Джаган Шакти — Миссия на Марс - Раадж Шаандиляа — Девушка мечты - Радж Мехта — Хорошие новозди - Тушар Хиранандани — В яблочко | - Адитья Дхар — Ури: Нападение на базу - Гопи Путран — Отважная 2 - Джаган Шакти — Миссия на Марс - Раадж Шаандиляа — Девушка мечты - Радж Мехта — Хорошие новозди - Тушар Хиранандани — В яблочко |
| Письменные награды | | | | | |
| Лучший сюжет | Лучший сюжет | Лучший сценарий | Лучший сценарий | Лучший диалог в фильме | Лучший диалог в фильме |
| - Анубхав Синха, Гаурав Соланки — Статья 15 - Абхишек Чаубей, Судип Шарма — Индийская дрофа - Джаган Шакти — Миссия на Марс - Нитеш Тивари, Пиюш Гупта и Нихил Мехротра — Налегке - Васан Бала — Человек, который не чувствует боль - Зоя Ахтар, Реема Кагти — Парень из гетто                                                                                          | - Анубхав Синха, Гаурав Соланки — Статья 15 - Абхишек Чаубей, Судип Шарма — Индийская дрофа - Джаган Шакти — Миссия на Марс - Нитеш Тивари, Пиюш Гупта и Нихил Мехротра — Налегке - Васан Бала — Человек, который не чувствует боль - Зоя Ахтар, Реема Кагти — Парень из гетто                                                                                          | - Зоя Ахтар, Реема Кагти — Парень из гетто - Анубхав Синха, Гаурав Соланки — Статья 15 - Балвиндер Сингх Джанджуа — В яблочко - Джаган Шакти, Р Балки, Дхарма, Нидхи Сингх, Сакет Кодипарти — Миссия на Марс - Маниш Гупта, Аджай Бахл — Раздел 375 - Судип Шарма — Индийская дрофа                                                                                     | - Зоя Ахтар, Реема Кагти — Парень из гетто - Анубхав Синха, Гаурав Соланки — Статья 15 - Балвиндер Сингх Джанджуа — В яблочко - Джаган Шакти, Р Балки, Дхарма, Нидхи Сингх, Сакет Кодипарти — Миссия на Марс - Маниш Гупта, Аджай Бахл — Раздел 375 - Судип Шарма — Индийская дрофа                                                                                  | - Виджай Маурья — Парень из гетто - Анубхав Синха, Гурав Соланки — Статья 15 - Нирен Бхатт — Лысый - Нитеш Тивари, Нихил Мехротра, Пиюш — Налегке - Санджив Датта — Супер 30 - Судип Шарма — Индийская дрофа | - Виджай Маурья — Парень из гетто - Анубхав Синха, Гурав Соланки — Статья 15 - Нирен Бхатт — Лысый - Нитеш Тивари, Нихил Мехротра, Пиюш — Налегке - Санджив Датта — Супер 30 - Судип Шарма — Индийская дрофа |
| Музыкальные награды | | | | | |
| Лучшая музыка к песне для фильма | Лучшая музыка к песне для фильма | Лучшая музыка к песне для фильма | Лучшие слова к песне для фильм | Лучшие слова к песне для фильм | Лучшие слова к песне для фильм |
| - Амаал Малик, Митун Шарма, Вишал Мишра, Саше-Парампар, Ахиль Сачдева — Кабир Сингх - Зоя Ахтар, Анкур Тевари — Парень из гетто - Арко Право Махержи, Танишк Багчи, Джасбир Ясси, Ширантан Бхатт, Гурмо, Жаслин Рояль — Битва при Сарагахри - Притам — Порок - Вишал-Шехар — Бхарат                                                                                     | - Амаал Малик, Митун Шарма, Вишал Мишра, Саше-Парампар, Ахиль Сачдева — Кабир Сингх - Зоя Ахтар, Анкур Тевари — Парень из гетто - Арко Право Махержи, Танишк Багчи, Джасбир Ясси, Ширантан Бхатт, Гурмо, Жаслин Рояль — Битва при Сарагахри - Притам — Порок - Вишал-Шехар — Бхарат                                                                                     | - Амаал Малик, Митун Шарма, Вишал Мишра, Саше-Парампар, Ахиль Сачдева — Кабир Сингх - Зоя Ахтар, Анкур Тевари — Парень из гетто - Арко Право Махержи, Танишк Багчи, Джасбир Ясси, Ширантан Бхатт, Гурмо, Жаслин Рояль — Битва при Сарагахри - Притам — Порок - Вишал-Шехар — Бхарат                                                                                     | - Дивайн, Анкур Тевари — «Apna Time Aayega» — Парень из гетто - Амитабх Бхаттачария — «Порок» — Порок - Иршад Камиль — «Bekhayali» — Кабир Сингх - Манодж Мунташир — «Teri Mitti» — Битва при Сарагахри - Митун Шарма — «Tujhe Kitna Chahne Lage» — Кабир Сингх - Танишк Багчи — «Ve Maahi» — Битва при Сарагахри                                                    | - Дивайн, Анкур Тевари — «Apna Time Aayega» — Парень из гетто - Амитабх Бхаттачария — «Порок» — Порок - Иршад Камиль — «Bekhayali» — Кабир Сингх - Манодж Мунташир — «Teri Mitti» — Битва при Сарагахри - Митун Шарма — «Tujhe Kitna Chahne Lage» — Кабир Сингх - Танишк Багчи — «Ve Maahi» — Битва при Сарагахри                                                    | - Дивайн, Анкур Тевари — «Apna Time Aayega» — Парень из гетто - Амитабх Бхаттачария — «Порок» — Порок - Иршад Камиль — «Bekhayali» — Кабир Сингх - Манодж Мунташир — «Teri Mitti» — Битва при Сарагахри - Митун Шарма — «Tujhe Kitna Chahne Lage» — Кабир Сингх - Танишк Багчи — «Ve Maahi» — Битва при Сарагахри                                                    |
| Лучший мужской закадровый вокал | Лучший мужской закадровый вокал | Лучший мужской закадровый вокал | Лучший женский закадровый вокал | Лучший женский закадровый вокал | Лучший женский закадровый вокал |
| - Ариджит Сингх — «Порок» — Порок - Ариджит Сингх — «Ve Maahi» — Битва при Сарагахри - Б Праак — «Teri Mitti» — Битва при Сарагахри - Накаш Азиз — «Slow Motion» — Бхарат - Саше Тандон — «Bekhayali» — Кабир Сингх | - Ариджит Сингх — «Порок» — Порок - Ариджит Сингх — «Ve Maahi» — Битва при Сарагахри - Б Праак — «Teri Mitti» — Битва при Сарагахри - Накаш Азиз — «Slow Motion» — Бхарат - Саше Тандон — «Bekhayali» — Кабир Сингх | - Ариджит Сингх — «Порок» — Порок - Ариджит Сингх — «Ve Maahi» — Битва при Сарагахри - Б Праак — «Teri Mitti» — Битва при Сарагахри - Накаш Азиз — «Slow Motion» — Бхарат - Саше Тандон — «Bekhayali» — Кабир Сингх | - Шилпа Рао — «Ghungroo» — Бой - Неха Бхасин — «Chashni» — Бхарат - Парампара Тхакур — «Mere Sohneya» — Кабир Сингх - Шрейя Гошал — «Ye Aaina» — Кабир Сингх - Шрейя Гошал, Вайшали Мхаде — «Ghar More Pardesiya» — Порок - Сона Мохапатра, Джотика Тангри — «Baby Gold» — В яблочко                                                                                 | - Шилпа Рао — «Ghungroo» — Бой - Неха Бхасин — «Chashni» — Бхарат - Парампара Тхакур — «Mere Sohneya» — Кабир Сингх - Шрейя Гошал — «Ye Aaina» — Кабир Сингх - Шрейя Гошал, Вайшали Мхаде — «Ghar More Pardesiya» — Порок - Сона Мохапатра, Джотика Тангри — «Baby Gold» — В яблочко                                                                                 | - Шилпа Рао — «Ghungroo» — Бой - Неха Бхасин — «Chashni» — Бхарат - Парампара Тхакур — «Mere Sohneya» — Кабир Сингх - Шрейя Гошал — «Ye Aaina» — Кабир Сингх - Шрейя Гошал, Вайшали Мхаде — «Ghar More Pardesiya» — Порок - Сона Мохапатра, Джотика Тангри — «Baby Gold» — В яблочко                                                                                 |

### Награды критиков
| Лучший фильм по мнению критиков | Лучший фильм по мнению критиков |
| --- | --- |
| - Статья 15 — Анубхав Синха - Индийская дрофа — Абхишек Чаубей - Человек, который не чувствует боль — Васант Бала - Фотография — Ритеш Батра - Небо розового цвета — Шонали Бозе                             | |
| Лучшая мужская роль по мнению критиков | Лучшая женская роль по мнению критиков |
| - Аюшманн Кхурана — Статья 15, в роли IPS Ayan Ranjan - Акшай Кханна — Раздел 375, в роли Tarun Saluja - Навазуддин Сиддикуи — Фотография, в роли Rafiullah «Rafi» - Раджкумар Рао — Ты псих?, в роли Keshav | - Таапси Панну — В яблочко, в роли Пракаши Томар - Бхуми Педнекар — В яблочко, в роли Чандро Томар - Бхуми Педнекар — Индийская дрофа, в роли Indumati Tomar - Кангана Ранаут — Ты псих?, в роли Bobby - Радхика Мадан — Человек, который не чувствует боль, в роли Supriya 'Supri' - Санья Малхотра — Фотография, в роли Miloni Shah |

### Специальные награды
| Специальная премия Filmfare                                       | Специальная премия Filmfare |
| ----------------------------------------------------------------- | --------------------------- |
| - Говинда                                                         |                             |
| 30 лет выдающегося вклада в болливудскую моду                     |                             |
| - Маниш Малхотра                                                  |                             |
| Filmfare Award за пожизненные достижения                          |                             |
| - Рамеш Сиппи                                                     |                             |
| Filmfare Award имени Р. Д. Бурмана для новых музыкальных талантов |                             |
| - Авинаш Сачдэв                                                   |                             |

### Технические награды
Номинации на технические награды были объявлены 31 января 2020 года, а победители были награждены 2 февраля 2020 года.
| Лучший монтаж | Лучший монтаж | Лучший монтаж | Лучшая работа художника-постановщика | Лучшая работа художника-постановщика | Лучшая работа художника-постановщика |
| --- | --- | --- | --- | --- | --- |
| - Шивкумар В. Паникер — Ури: Нападение на базу - Яков Рамчандани — Статья 15 - Мониша Балдава — Месть - Чару Шри Рой — Налегке - Нитин Баид — Парень из гетто                                                                                   | - Шивкумар В. Паникер — Ури: Нападение на базу - Яков Рамчандани — Статья 15 - Мониша Балдава — Месть - Чару Шри Рой — Налегке - Нитин Баид — Парень из гетто                                                                                   | - Шивкумар В. Паникер — Ури: Нападение на базу - Яков Рамчандани — Статья 15 - Мониша Балдава — Месть - Чару Шри Рой — Налегке - Нитин Баид — Парень из гетто | - Сюзанн Каплан Мерванжи — Парень из гетто - Никхил Ковале — Статья 15 - Рави Шривастав — Ты псих? - Субрата Чакрабортхи, Амит Рэй — Битва при Сарагахри - Рита Гхош — Индийская дрофа - Адитья Канвар — Ури: Нападение на базу | - Сюзанн Каплан Мерванжи — Парень из гетто - Никхил Ковале — Статья 15 - Рави Шривастав — Ты псих? - Субрата Чакрабортхи, Амит Рэй — Битва при Сарагахри - Рита Гхош — Индийская дрофа - Адитья Канвар — Ури: Нападение на базу                | - Сюзанн Каплан Мерванжи — Парень из гетто - Никхил Ковале — Статья 15 - Рави Шривастав — Ты псих? - Субрата Чакрабортхи, Амит Рэй — Битва при Сарагахри - Рита Гхош — Индийская дрофа - Адитья Канвар — Ури: Нападение на базу                |
| Лучшая хореография | Лучшая хореография | Лучшая хореография | Лучшая операторская работа | Лучшая операторская работа | Лучшая операторская работа |
| - Ремо Д'Суза — «Ghar More Pardesiya» — Порок - Ганеш Ачарья — «Basanti No Dance» — Супер 30 - Боско-Цезарь — «Jai Jai Shiv Shankar» — Бой - Боско-Цезарь и Тушар Калия — «Ghungroo» — Бой - Saroj Khan и Ремо Д’Суза — «Tabah Ho Gaye» — Порок | - Ремо Д'Суза — «Ghar More Pardesiya» — Порок - Ганеш Ачарья — «Basanti No Dance» — Супер 30 - Боско-Цезарь — «Jai Jai Shiv Shankar» — Бой - Боско-Цезарь и Тушар Калия — «Ghungroo» — Бой - Saroj Khan и Ремо Д’Суза — «Tabah Ho Gaye» — Порок | - Ремо Д'Суза — «Ghar More Pardesiya» — Порок - Ганеш Ачарья — «Basanti No Dance» — Супер 30 - Боско-Цезарь — «Jai Jai Shiv Shankar» — Бой - Боско-Цезарь и Тушар Калия — «Ghungroo» — Бой - Saroj Khan и Ремо Д’Суза — «Tabah Ho Gaye» — Порок | - Джай Оза — Парень из гетто - Ивэн Маллиган — Статья 15 - Панкадж Кумар — Ты псих? - Джей И. Патель — Человек, который не чувствует боль - Анудж Дхаван — Индийская дрофа - Митеш Мирчадани — Ури: Нападение на базу | - Джай Оза — Парень из гетто - Ивэн Маллиган — Статья 15 - Панкадж Кумар — Ты псих? - Джей И. Патель — Человек, который не чувствует боль - Анудж Дхаван — Индийская дрофа - Митеш Мирчадани — Ури: Нападение на базу                          | - Джай Оза — Парень из гетто - Ивэн Маллиган — Статья 15 - Панкадж Кумар — Ты псих? - Джей И. Патель — Человек, который не чувствует боль - Анудж Дхаван — Индийская дрофа - Митеш Мирчадани — Ури: Нападение на базу                          |
| Лучший звук | Лучший звук | Лучший звук | За влияние в киноиндустрии | За влияние в киноиндустрии | За влияние в киноиндустрии |
| - Бишвадип Дипак Чаттерджи и Нихар Ранджан Самал — Ури: Нападение на базу - Каамод Карадэ — Статья 15 - Анирбан Сенгупта — Месть - Аюш Ахуджа — Парень из гетто - Притам Дас — В яблочко - Кунал Шарма — Индийская дрофа                        | - Бишвадип Дипак Чаттерджи и Нихар Ранджан Самал — Ури: Нападение на базу - Каамод Карадэ — Статья 15 - Анирбан Сенгупта — Месть - Аюш Ахуджа — Парень из гетто - Притам Дас — В яблочко - Кунал Шарма — Индийская дрофа                        | - Бишвадип Дипак Чаттерджи и Нихар Ранджан Самал — Ури: Нападение на базу - Каамод Карадэ — Статья 15 - Анирбан Сенгупта — Месть - Аюш Ахуджа — Парень из гетто - Притам Дас — В яблочко - Кунал Шарма — Индийская дрофа | - Карш Кале и The Salvage Audio Collective — Парень из гетто - Мангеш Дхакде — Статья 15 - Клинтон Серейо — Месть - Дэниэл Б. Джордж — Ты псих? - Каран Кулкарни — Человек, который не чувствует боль - Шашват Сачдев — Ури: Нападение на базу | - Карш Кале и The Salvage Audio Collective — Парень из гетто - Мангеш Дхакде — Статья 15 - Клинтон Серейо — Месть - Дэниэл Б. Джордж — Ты псих? - Каран Кулкарни — Человек, который не чувствует боль - Шашват Сачдев — Ури: Нападение на базу | - Карш Кале и The Salvage Audio Collective — Парень из гетто - Мангеш Дхакде — Статья 15 - Клинтон Серейо — Месть - Дэниэл Б. Джордж — Ты псих? - Каран Кулкарни — Человек, который не чувствует боль - Шашват Сачдев — Ури: Нападение на базу |
| Лучший дизайн костюмов | Лучший дизайн костюмов | Лучшая постановку боевых сцен | Лучшая постановку боевых сцен | Лучшие спецэффекты | Лучшие спецэффекты |
| - Дивья Гамбхир, Нидхи Гамбхир — Индийская дрофа - Арджун Басин и Пурнамрита Сингх — Парень из гетто - Шитал Шарма — Ты псих? - Максима Басу — Красный капитан - Нита Лулла — Маникарника: Королева Джханси - Нихарика Хан — Фотография         | - Дивья Гамбхир, Нидхи Гамбхир — Индийская дрофа - Арджун Басин и Пурнамрита Сингх — Парень из гетто - Шитал Шарма — Ты псих? - Максима Басу — Красный капитан - Нита Лулла — Маникарника: Королева Джханси - Нихарика Хан — Фотография         | - Пол Дженнингс, О Си Янг, Парвез Шейх и Франц Шпильхаус — Бой - Andy Long Stunt Team (Великобритания), Аллан Амин, Рави К. Чандран — Коммандо 3 - Парвез Шейх и Лоуренс Вудворд — Битва при Сарагахри - Эрик Якобус, Ананд Шетти — Человек, который не чувствует боль - Аббас Али Могул — Битва при Панипате - Антон Мун и Сунил Родригес — Индийская дрофа - Стефан Рихтер — Ури: Нападение на базу | - Пол Дженнингс, О Си Янг, Парвез Шейх и Франц Шпильхаус — Бой - Andy Long Stunt Team (Великобритания), Аллан Амин, Рави К. Чандран — Коммандо 3 - Парвез Шейх и Лоуренс Вудворд — Битва при Сарагахри - Эрик Якобус, Ананд Шетти — Человек, который не чувствует боль - Аббас Али Могул — Битва при Панипате - Антон Мун и Сунил Родригес — Индийская дрофа - Стефан Рихтер — Ури: Нападение на базу | - Шерри Бхарда и Vishal Anand For YFX — Бой - AGPPL VFX — Битва при Панипате - Лаван Пракашан, Кушан Пракашан (Digital Turbo Media) — Человек, который не чувствует боль - YRF Studio — Ури: Нападение на базу                                 | - Шерри Бхарда и Vishal Anand For YFX — Бой - AGPPL VFX — Битва при Панипате - Лаван Пракашан, Кушан Пракашан (Digital Turbo Media) — Человек, который не чувствует боль - YRF Studio — Ури: Нападение на базу                                 |

### Награды короткометражных фильмов
Победители конкурса короткометражных фильмов были объявлены 2 февраля 2020 года.
| Лучший короткометражный фильм                   | Лучший короткометражный фильм                   | Лучший короткометражный фильм                      | Лучший короткометражный фильм                      | Лучший короткометражный фильм                   | Лучший короткометражный фильм                   |
| Фантастика                                      | Фантастика                                      | Не-фантастика                                      | Не-фантастика                                      | Выбор зрителей                                  | Выбор зрителей                                  |
| ----------------------------------------------- | ----------------------------------------------- | -------------------------------------------------- | -------------------------------------------------- | ----------------------------------------------- | ----------------------------------------------- |
| - Шазия Икбал — Bebaak                          | - Шазия Икбал — Bebaak                          | - Анант Нараян Махадеван — Village of a Lesser God | - Анант Нараян Махадеван — Village of a Lesser God | - Deshi                                         | - Deshi                                         |
| Лучший актёр — мужчина (короткометражный фильм) | Лучший актёр — мужчина (короткометражный фильм) | Лучший актёр — мужчина (короткометражный фильм)    | Лучший актёр — женщина (короткометражный фильм)    | Лучший актёр — женщина (короткометражный фильм) | Лучший актёр — женщина (короткометражный фильм) |
| - Раджеш Шарма — Tindey                         | - Раджеш Шарма — Tindey                         | - Раджеш Шарма — Tindey                            | - Сара Хашми — Bebaak                              | - Сара Хашми — Bebaak                           | - Сара Хашми — Bebaak                           |